# Sukhoi Su-10
Il Sukhoi Su-10 (in caratteri cirillici: Сухой Су-10), indicato anche con la sigla interna all'ufficio di progettazione E, fu un bombardiere tattico quadrimotore a getto, monoplano ad ala alta, progettato dall'OKB 51 diretto da Pavel Osipovič Suchoj, sviluppato in Unione Sovietica negli anni quaranta e rimasto allo stadio di prototipo.

## Storia del progetto
Lo sviluppo del Su-10 iniziò appena dopo l'ordine del Ministero dell'Aeronautica del 27 marzo 1946. L'idea iniziale fu quella di costruire un apparecchio propulso da quattro RD-10, il primo motore a getto sovietico (reactivniy dvigatel, motore a reazione) e quindi il motore disponibile in maggior quantità nel periodo. Quasi subito il numero degli RD-10 venne aumentato a sei, montati in fusoliera, sopra o sotto le ali. Alla fine, il miglior risultato si ottenne con 4 nuovi Lyul'ka TR-1, montati appaiati uno sopra l'altro, sulle ali. Infatti le prestazioni del TR-1 erano leggermente migliori, pesavano una tonnellata in meno degli RD-10 e fruttavano miglioramenti nell'aerodinamica dell'ala rispetto a questi ultimi.
Nel 1946 non erano stati ancora studiati metodi matematici per la stima del raggio d'azione di grossi bombardieri a getto, perciò l'OKB dovette fare tutto da sé. Il metodo sviluppato permetteva di conoscere l'autonomia per ogni quota e per ogni velocità.
Finalmente il progetto approdò alla galleria del vento T-106 dell'Istituto centrale di aeroidrodinamica (TsAGI), dove vennero provate configurazioni con uno, due o tre motori sull'ala. I risultati mostrarono che la migliore configurazione era quella con due motori con l'asse allineato alla corda dell'ala con la presa d'aria avanzata rispetto al bordo d'attacco. La versione finale adottava, come detto, due motori per ala montati uno sopra ed uno sotto al piano alare. Questo disegno preliminare venne completato in giugno e si cominciò a costruire un modello in scala 1:1 dell'apparecchio. Nel gennaio dell'anno successivo (1947) il modello venne approvato da una speciale commissione, senza appunti degni di nota.
Durante il 1948 si ultimò il primo prototipo con i quattro TR-1A, ma il Ministero dell'Aeronautica decise inaspettatamente di cancellare il programma e la macchina venne spostata all'Istituto d'Aviazione di Mosca per scopi didattici. Probabilmente questo è dovuto alla caduta in disgrazia e successiva chiusura dell'OKB Sukhoj.

## Tecnica

### Fusoliera
Il prototipo era un apparecchio interamente in metallo, con ala monoplana, fusoliera semi-monoscocca a sigaro. Il navigatore era sistemato sul muso, ed aveva una posizione abbastanza comoda, mentre pilota e operatore radio/mitragliere erano posizionati sopra di lui, in posizione leggermente arretrata. Sotto l'operatore radio era alloggiato il carrello anteriore. Il comparto bombe era ricavato al centro della fusoliera. Si accedeva alla cabina mediante un portello sulla destra della parte anteriore della fusoliera.
L'apparecchio era dotato di seggiolini eiettabili, quelli del pilota e del navigatore erano affiancati schiena a schiena. Una volta espulso, il seggiolino del pilota avrebbe dovuto essere ruotato di 18° sul fianco per evitare l'impennaggio del bombardiere.
Alla base dell'impennaggio era posizionato il cannone di poppa, rimovibile per permettere al mitragliere/osservatore di lasciare l'apparecchio in caso di emergenza, dato che quest'ultimo non possedeva un seggiolino eiettebile, ma un seggilino che si alzava a seconda della posizione del cannone. Il blocco del cannone poteva infatti essere rimosso da quattro piccole cariche esplosive. Sotto il cannone di poppa era posizionato un parafreno. Il mitragliere di poppa era protetto da un finestrino antiproiettile e varie paratie d'acciaio.

### Ala
Era attaccata alla fusoliera da longheroni ed una paratia. La sezione alla radice era una TsAGI (istituto centrale di aeroidrodinamica) Sh-2-12 mentre all'estremità era una SR-3-12. Erano installati quattro TR-1A, in modo tale che venisse minimizzata l'interferenza aerodinamica tra ala e gondole dei motori. Le due semiali possedevano due sezioni di alettoni ciascuna, un'aletta di trim e sei sezioni di ipersostentatore.
L'aereo possedeva un singolo impennaggio verticale al quale era agganciato uno stabilizzatore senza angolo di diedro.

### Carrello
La gamba del ruotino anteriore ospitava due gomme da 660 × 160 mm, con doppio ammortizzatore idraulico. Il carrello principale si ritraeva nell'ala.